# Успокоение трафика
Успокоение дорожного движения (от нем. Verkehrsberuhigung, англ. traffic calming) — комплекс мер, призванный уменьшить количество транспортных средств на автомобильной дороге и их скорость ради повышения безопасности жителей. Различные меры успокоения широко применяются в Австралии и Европе (особенно северной) и в некоторых городах Северной Америки. Традиционно меры по успокоению движения делят на «три E» — engineering, education, enforcement (конструктивные, образовательные, полицейские).
Среди мер успокоения дорожного движения называют, в частности: ограничение скорости, создание изгибов проезжей части (уменьшение радиусов поворота на перекрёстках), создание пешеходных островков безопасности, установка искусственных неровностей (в том числе приподнятых переходов), введение перекрёстков с круговым движением, организацию уличных стоянок, отвод автомобильного движения от жилых зон.
В результате правильно применяемых мер успокоения трафика снижается средняя скорость транспортных средств до более безопасного уровня, уменьшается количество ДТП и тяжесть их последствий, улучшаются условия для передвижения пешеходов, велосипедистов, общественного транспорта, снижается транзитный трафик.

## Исследования
Всемирная организация здравоохранения рекомендует применять средства успокоения движения для снижения скорости автотранспорта до уровня, не подвергающего риску пешеходов и велосипедистов и отмечает снижение количества ДТП и травм в Европе. Избыточная скорость и недостаточное её ограничение, по её данным, являются основными факторами, увеличивающими количество ДТП и их тяжесть. Относительно безопасное нахождение на одной дороге и пешеходов и автомобилей возможно лишь при скоростях движения транспорта не более 30 км/ч.
В кокрейновском обзоре научных работ отмечено, что меры успокоения дорожного движения эффективно уменьшают количество травм, связанных с автомобилями, и могут также снижать смертность от ДТП. Однако, эффективность мер в наименее развитых странах исследована недостаточно.

## Примеры

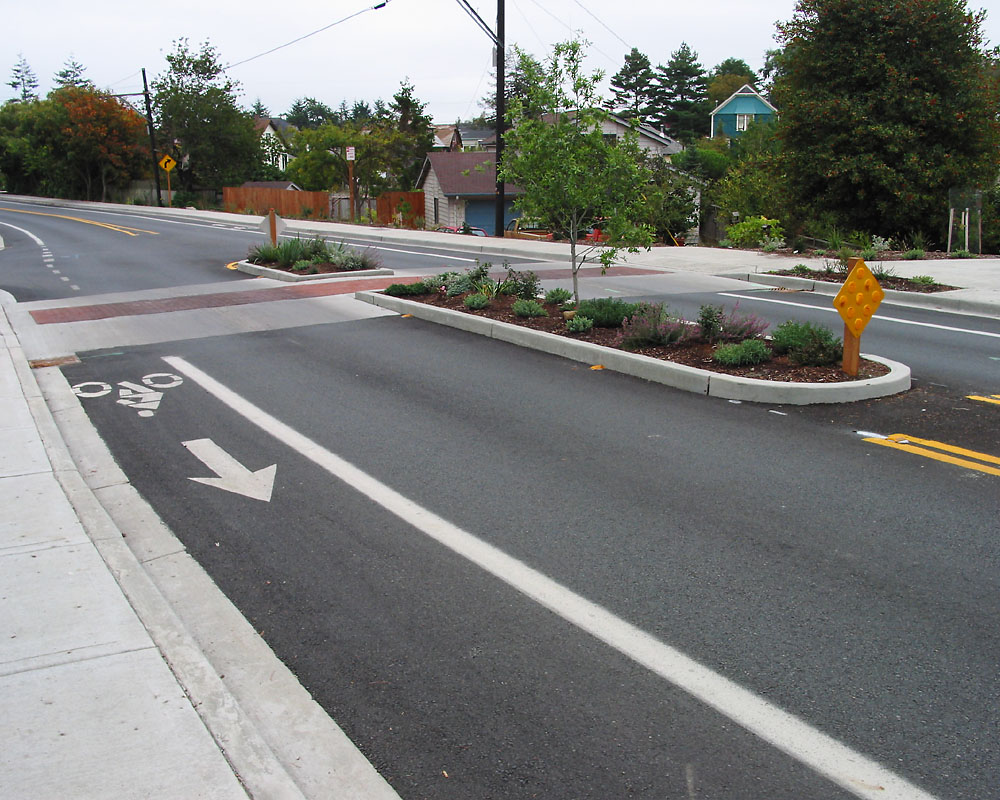
Островок безопасности по середине пешеходного перехода
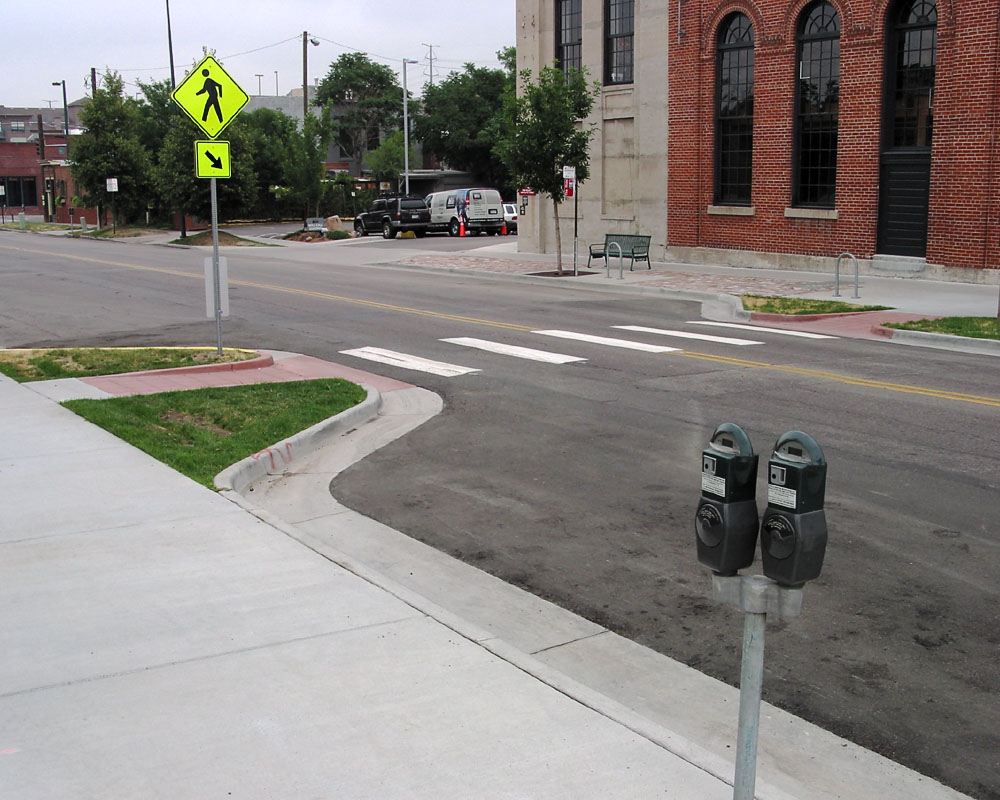
Сужение перед пешеходным переходом внутри квартала
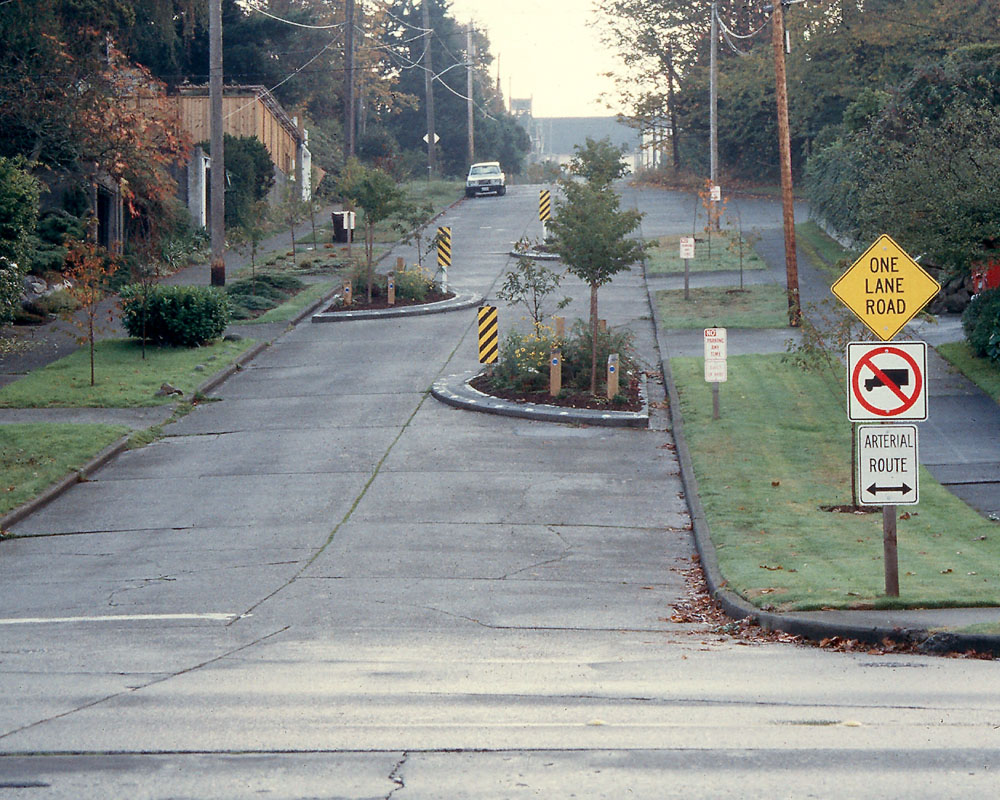
Шикана на дороге с односторонним движением
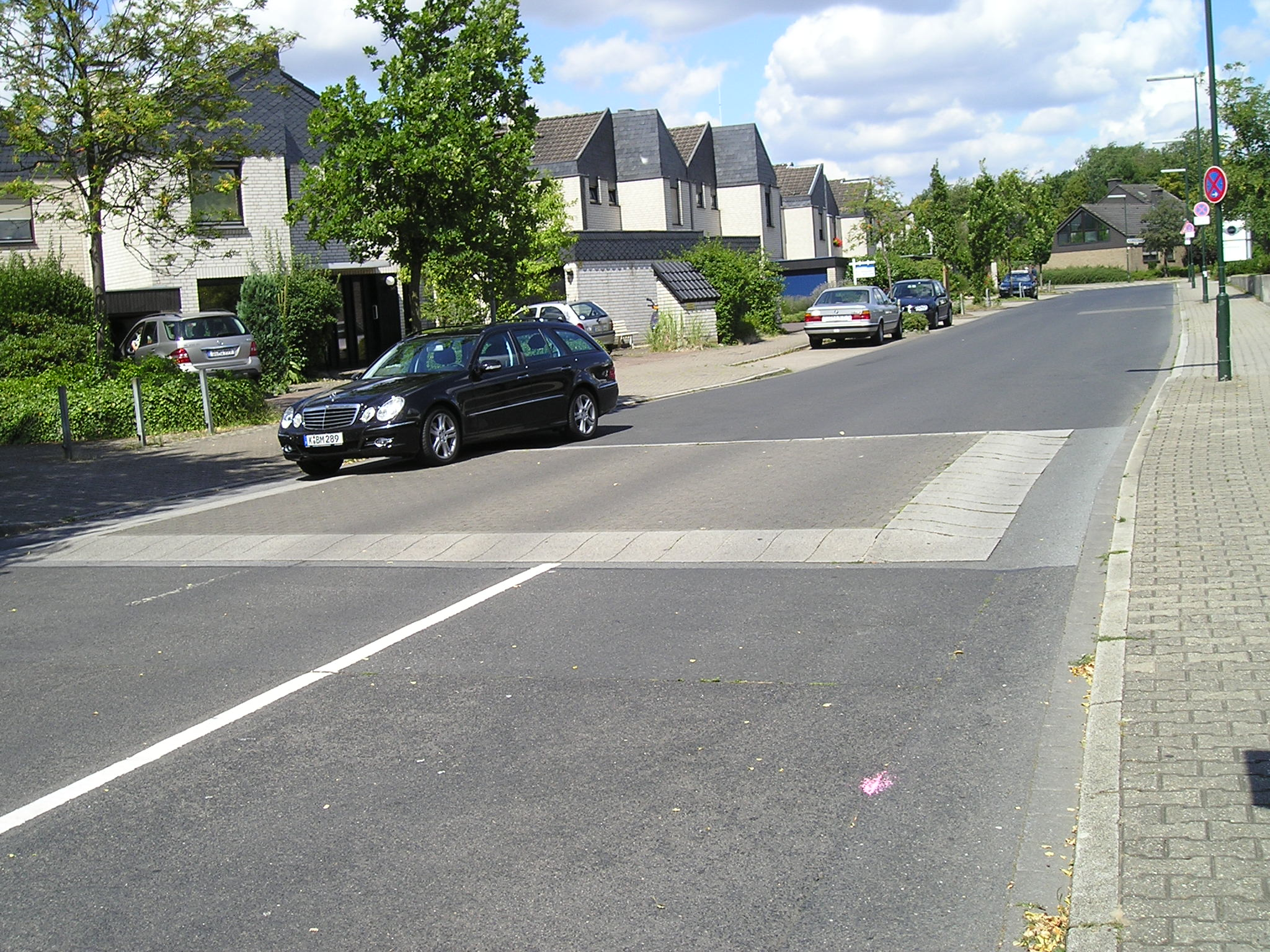
Широкая искусственная неровность
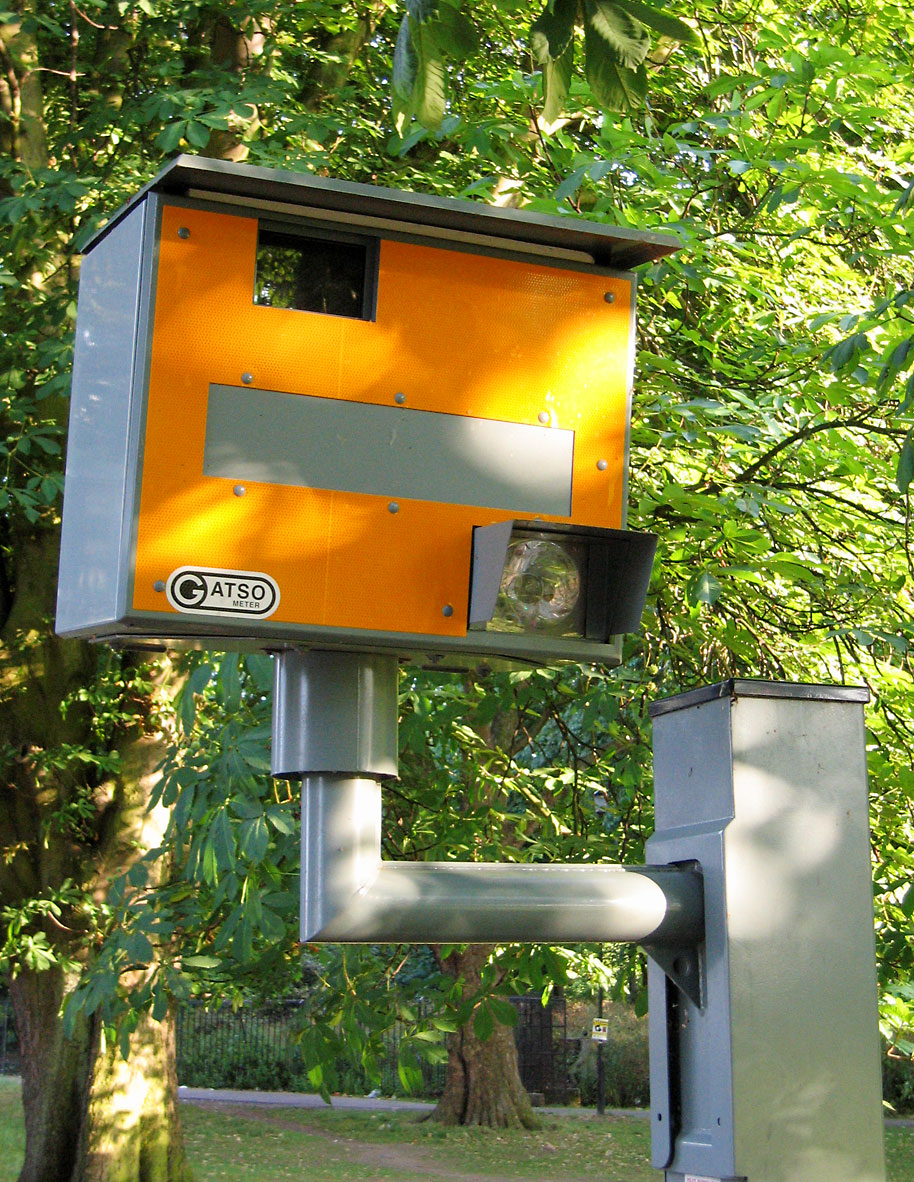
Стационарный автоматизированный комплекс фиксации нарушений скоростного режима при помощи видеокамеры